# Euphorbia kotschyana
Euphorbia kotschyana là một loài thực vật có hoa trong họ Đại kích. Loài này được Fenzl mô tả khoa học đầu tiên năm 1842.